# Guy Rachet
Guy Rachet, né le 27 décembre 1930 à Narbonne, est un écrivain français, passionné d'archéologie et d'égyptologie.

## La passion de l'archéologie
Au début des années 1960, Guy Rachet qui ne possède pourtant pas le moindre diplôme, parvient grâce aux connaissances acquises pendant vingt ans à approcher de nombreuses sommités archéologiques comme l'abbé Breuil et même à diriger les fouilles archéologiques de la villa gallo-romaine de la Pépinière près de Villiers-le-Duc (Côte-d'Or). Il rencontre là-bas une jeune archéologue en herbe de 17 ans, Marie-Françoise, pour laquelle il a le coup de foudre. Les jeunes gens se marient quelques mois plus tard, en 1961 et ont ensemble huit enfants.
Le couple écrit plusieurs ouvrages spécialisés comme L'Archéologie de la Grèce préhistorique ou Le Dictionnaire de la Civilisation grecque, qui sont publiés chez Marabout et Larousse. Jusqu'au début des années 1980, le couple et leurs enfants vivent chichement avec le peu d'argent que leur rapportent les ouvrages scientifiques, parvenant tout de même à faire de très longs voyages en camionnette dans tous les pays de la Méditerranée et en particulier au Moyen-Orient où Guy Rachet rencontre le célèbre archéologue André Parrot sur le site de Mari, en Syrie.[réf. nécessaire]

## Succès et reconnaissance
En 1979, Guy Rachet publie chez Lattès son premier roman, Massada, les Guerriers de Dieu, qui ne rencontre guère de succès. Ce n'est que l'année suivante que l'écrivain se fait enfin connaître du grand public grâce aux Vergers d'Osiris, roman historique dont l'action se déroule en Égypte antique, écrit en 1967 et que le jeune éditeur Olivier Orban accepte de publier. Le livre obtient en 1981 le prix RTL Grand Public et devient un succès de librairie vendu à plus de 250 000 exemplaires, qui bénéficie d'une suite éditée l'année suivante, Vers le Bel Occident.
Tout en continuant à écrire plusieurs ouvrages archéologiques de vulgarisation, Guy Rachet se met également à l'écriture régulière de romans historiques.
Installé à Paris, Guy Rachet est aujourd'hui un auteur et un archéologue considéré comme spécialiste de l'Égypte, pays auquel il a effectivement consacré des ouvrages et où il a voyagé à plusieurs reprises.
Depuis 2008, Guy Rachet est devenu vice-président du Cercle Ernest Renan, centre d'histoire des religions, de critique biblique et de recherche des origines du christianisme, puis lors de l'assemblée générale 2008, il a pris le poste de président du centre.

## Œuvres
- Dictionnaire de la Civilisation grecque, Larousse, 1968
- Dictionnaire de la Civilisation égyptienne, Larousse, 1968, réédité en 1998  (ISBN 2-7028-1558-8)
- Archéologie de la Grèce préhistorique, Marabout, 1969
- L'Univers de l'Archéologie, technique/histoire/bilan, Marabout, 1970
- La Tragédie grecque, Payot, 1973
- Des Mondes disparus, Hachette, 1976
- Guide Explo de l'Archéologie, Hachette, 1979
- Massada, les Guerriers de Dieu, Lattès, 1979, réédité aux Éditions du Rocher sous le titre Pleure Jérusalem
- Les Vergers d'Osiris, Olivier Orban, 1981, réédité en 1996 aux Éditions du Rocher sous le titre Les Vergers d'Osiris, le Prêtre d'Amon, tome 1  (ISBN 2-268-02801-1)
- Vers le Bel Occident, Olivier Orban, 1981, réédité en 1996 aux Éditions du Rocher sous le titre Les Vergers d'Osiris, le Prêtre d'Amon, tome 2
- Guillaume le Conquérant, Olivier Orban, 1982
- Dictionnaire de l'Archéologie, Robert Laffont, 1983, nouvelle édition en 2009 -  (ISBN 978-2-221-07904-1)
- Théodora, Impératrice d'Orient, Olivier Orban, 1984
- Néfertiti Reine du Nil, Robert Laffont, 1984
- Delphes, Robert Laffont, 1984
- Le Roi David, Gallimard ainsi que chez Denoël, 1985
- Duchesse de la nuit
  - Le Sceau de Satan, Robert Laffont, 1986  (ISBN 2-221-05151-3)
  - Le Lion du Nord, Robert Laffont, 1988  (ISBN 2-221-05276-5)
  - Les Chemins de l'aurore, Robert Laffont, 1988  (ISBN 2-221-05744-9)
- L'Égypte mystique et légendaire, Sand, 1987
- Le Signe du Taureau, Gallimard ainsi qu'au Mercure de France, 1987
- L'Égypte ancienne, Félin, 1987
- Catherine Sforza, Denoël, 1987
- Syrie, Liban, Jordanie (en collaboration avec Suzanne Held), Hermé, 1988
- Le Soleil de la Perse, La Table Ronde, 1988
- Messaline (en collaboration avec Violaine Vanoyeke), Robert Laffont, 1988
- Le Labyrinthe des Pharaons, Retz, 1989[5]
- Le Jardin de la rose, RMC Éditions, 1989
- Voyage en Égypte : David Roberts (en collaboration avec Jean-Claude Simoen), Bibliothèque de l'Image, 1992
- Les 12 Travaux d'Hercule, Gallimard, 1993
- Le Manuscrit secret du Nil, Le Rocher, 1993
- Civilisations et Archéologie de la Grèce préhellénique, Le Rocher, 1993
- Cléopâtre, le Crépuscule d'une Reine, Critérion/, collection "Histoire et histoires" dirigée par Violaine Vanoyeke, 1994
- Traités de Sénèque, (présentation et notes), Bibliothèque de la Sagesse, 1995
- Les Upanishads majeures, Sand, 1995
- Lalitâvistara vie et doctrine du Bouddha tibétain, Sand, 1996, réédité aux éditions J'ai lu sous le titre Vie du Bouddha, extraits du Lalitavistara
- La Route du Roi, le Voyage de Jordanie, Éditions Alphée, 1996
- Livre des Morts des anciens Égyptiens, Le Rocher, 1996
- Le Pèlerinage de Grèce, Le Rocher, 1996
- Les Confessions de Saint-Augustin, Sand, 1997
- Semiramis, reine de Babylone, Critérion, collection "histoire et histoires" dirigée par Violaine Vanoyeke, 1997
- Le Roman des Pyramides
  - Khéops et la Pyramide du Soleil, Le Rocher, 1997  (ISBN 2-7441-1399-9)
  - Le Rêve de Pierre de Khéops, Le Rocher, 1997  (ISBN 2-7441-1561-4)
  - La Pyramide inachevée, Le Rocher, 1998  (ISBN 2-7441-2079-0)
  - Khéphren et la Pyramide du Sphinx, Le Rocher, 1998  (ISBN 2-7441-2221-1)
  - Mykérinos et la Pyramide divine, Le Rocher, 1998  (ISBN 2-7441-2589-X)
- Les Matins de la France, Bartillat, 1999
- Grèce, Hermé, 2000
- Tunisie, Hermé, 2000
- Saint-Tropez, Porte de l'Orient, Le Rocher, 2000
- Le Journal de Sophie Clarency :
  - Le Journal de Sophie Clarency (1953-1954), L'Archipel, 2002  (ISBN 2-84187-396-X)
  - Un modèle à Montparnasse (1955-1956), L'Archipel, 2002  (ISBN 2-84187-397-8)
  - Un si Beau Mariage (1957-1958), L'Archipel, 2002  (ISBN 2-84187-433-8)
- La Bible, Mythe et Réalités, Tomes 1 et 2, Le Rocher, 2003
- Maroc, Hermé, 2004
- Les Chemins de l'Autre Monde, Bartillat, 2005
- Les larmes d'Isis
  - Le Seigneur des Serpents, L'Archipel, 2006  (ISBN 2-84187-834-1)
  - Les rois pasteurs, L'Archipel, 2006  (ISBN 978-2-84187-845-1)
  - La vengeance d'Horus, L'Archipel, 2007  (ISBN 978-2-84187-846-8)
- Les Fleurs de la Pensée Chinoise, Presses du Châtelet, 2008
  - Les Fleurs Antiques, Presses du Châtelet, 2008  (ISBN 978-2845922365)
  - Les Fleurs du taoïsme, Presses du Châtelet, 2008  (ISBN 978-2845922372)
  - Les Fleurs du confucianisme, Presses du Châtelet, 2008  (ISBN 978-2845922389)
- La Jordanie, Éditions Place des Victoires, 2009
- Égypte (en collaboration avec Bruno Kaufmann), Éditions de Laudi, 2009
- L'Art de l'Égypte ancienne, Éditions Place des Victoires, 2010
- Les Racines de notre Europe sont-elles chrétiennes et musulmanes ?, Jean Picollec, 2011